# マトラ・シムカ・バゲーラ
マトラ・シムカ・バゲーラ （Matra Simca Bagheera ）はフランスの自動車メーカー・マトラ社が1973年から1980年まで生産したスポーツカーである。1980年モデルのみ、シムカのブランド名が消滅したためタルボ・マトラ・バゲーラ （Talbot Matra Bagheera ）と呼ばれた。車名の『バゲーラ』は、英国の小説家ラドヤード・キプリングの小説『ジャングル・ブック』に登場する豹の名前、『バギーラ』に由来すると言われる。
マトラの自動車部門は1969年以来、シムカの傘下にあったが、同社が生産していたユニークな2+2ミッドシップ・スポーツカーのマトラ・M530のエンジンはフォード・タウヌスのV4エンジンで、シムカの親会社・クライスラーのライバルのものであった。このため、シムカFF車のエンジン（M530のものより小型となる）を用いた、より実用的で安価な後継車開発が急がれることとなった。

## マーク1（1973年-1976年)
1973年4月に登場した最初のバゲーラはシムカ・1100TIの1,294 ccエンジンを84馬力まで軽くチューンし、その4速ギアボックスとともにミッドシップに配置したスポーツカーであった。このクラスのミッドシップエンジンの普及型スポーツカーは前年にデビューしたフィアット・X1/9に次ぐものであったが、歴史的にシムカとフィアットは関係が深く、バゲーラのベースであるシムカ・1100は、X1/9のベースであるフィアット・128の強い影響を受けている。
しかしさすがは独創的な設計を得意とするマトラらしく、車体はスチールモノコックにFRPの外皮を被せたものであり、座席は横3人掛けというユニークなレイアウトであった。設計途上は第二次世界大戦前のパナール・ディナミークのような中央ステアリングまでも検討されたと言われる。3ドアクーペのボディはこのため全幅1,735 mmと当時としては幅が広く、ハッチバックスタイルのためトランクスペースも十分、周囲の視界も良好なものであった。
1975年には1,442 cc 90 PSの高性能版・Sが追加された。なお、発売当初は1,300 ccエンジンを縦に2つ並べたU型エンジン2,600 cc 168馬力モデルの「バゲーラ・U8」も計画されたが、第一次石油危機により開発は中止された。

## マーク2(1976年-1980年)
1976年に大幅なスタイル変更を受けてマーク2に発展した。その後1978年にダッシュボード変更、79年にドアハンドルを常識的なデザインに変更する等の小改良を受けつつ1980年まで生産され、ムレーナに世代交代した。7年間に47,802台が生産された。この間、アンドレ・クレージュがプロデュースした内外とも白ずくめの「バゲーラ・クレージュ」や、逆に黒基調の「バゲーラ・X」などの特別仕様車も作られた。
日本には1960年代末に国際興業が撤退してからシムカの輸入代理店がなかったこと、1,300ccで3ナンバーになるのが当時の税制では非常に不利であったこと、対米輸出が行なわれておらず排気ガス対策が困難であった等の悪条件から正規輸入は行なわれなかった。しかし、当時活躍していた並行輸入業者オートロマンによって、少数ながら並行輸入された。